# Тренин, Алексей Николаевич
Алексей Николаевич Тренин (род. 25 января 1976, Старая Пристань, Челябинская область)— российский политик, депутат Государственной Думы Федерального Собрания Российской Федерации 6-го созыва.

## Биография
После увольнения из рядов вооружённых сил работал на различных должностях, с 2002 по 2008 год работал в администрации города Краснодара, руководил сектором патриотического воспитания и допризывной подготовки молодёжи. Инициатор создания первого в крае муниципального учреждения «Центр по гражданско-патриотическому воспитанию молодежи», разработчик программы «Молодой семье — доступное жильё».
С 2008 по 2012 года работал помощником депутата Законодательного Собрания Краснодарского края Николая Осадчего.
С 2012 по 2015 год — помощник депутата Государственной Думы Федерального Собрания Российской Федерации.

### Депутат госдумы
С 14 октября 2015 года депутат Государственной Думы Федерального Собрания Российской Федерации. (Получил освободившийся мандат Дмитрия Коломийца) Управляющий делами Краснодарского краевого комитета КПРФ.
Женат, воспитывает двоих сыновей.